# Dolph Schayes
Adolph Schayes (New York, 19 mei 1928 - Syracuse, 10 december 2015) was een Amerikaans basketbalspeler en -coach die als power forward speelde. 

## Carrière
Hij speelde vijftien seizoenen in de NBA (1949-1964), allemaal voor Syracuse Nationals (in zijn laatste jaar omgedoopt tot Philadelphia 76ers).
Schayes werd van 1951 tot en met 1962 twaalf keer achter elkaar verkozen tot All-Star. Hij was in 1950/51 de beste rebounder van de NBA en in zowel 1957/58, 1959/60 als 1961/62 de beste vrije worp-nemer van de competitie. Hij werd in 1954/55 NBA-kampioen met de Nationals en was twee keer verliezend finalist. Schayes won in 1965/66 de prijs voor Coach of the Year. Dat jaar eindigde hij met Philadelphia 76ers op de eerste plaats van de ranglijst van de Eastern Division, waarmee zijn ploeg een reeks van negen opeenvolgende jaren van Boston Celtics beëindigde. Datzelfde Boston versperde Philadelphia drie weken later in de Division Finals van de NBA Playoffs wel de weg naar de NBA-finale. 
Hij deed daarnaast negen jaar dienst als coach, van Philadelphia 76ers ((1963-1966) en Buffalo Braves (1970–1971).
Schayes werd in 1971 verkozen tot een van de beste 10 spelers in de NBA aller tijden, in 1996 tot een van de beste 25 spelers aller tijden en in 2021 tot een van de beste 75 spelers aller tijden. Hij werd in 1973 opgenomen in de Naismith Memorial Basketball Hall of Fame. Philadelphia 76ers nam zijn rugnummer 16 in 2016 uit omloop om hem te eren. 

## Privéleven
Schayes' zoon Danny Schayes werd ook basketballer en speelde van 1981 tot en met 1999 in de NBA.
3 King ·
4 Schayes ·
5 Seymour ·
6 Simmons ·
7 Gabor ·
8 Osterkorn ·
10 Kerr ·
11 Lloyd ·
12 Farley ·
14 Tucker ·
15 Kenville ·
16 Rocha ·
Coach Cervi